# Bep Turksma
Hulda Elisabeth (Bep) Turksma (Rotterdam, 11 mei 1917 – Antwerpen, 21 september 1987) was een Nederlands verzetsstrijder in de Tweede Wereldoorlog en een van de 48 vrouwelijke Engelandvaarders. Ze werd bekend door de Weinreb-affaire.
Turksma werd geboren als oudste dochter in het Joodse gezin van David Simon Turksma, koopman in manufacturen, en Sara Israël Katan. Haar vader overleed in 1933, toen zij zestien jaar oud was.

## Oorlogsjaren
Tijdens de Tweede Wereldoorlog raakte Turksma betrokken bij het Delfts studentenverzet. Op 10 september 1942 werd ze gearresteerd. Ze werd naar politiebureau Archimedesstraat overgebracht en werd de volgende dag 13 uur verhoord op het Binnenhof. Vervolgens werd ze naar Huize Windekind gebracht en vandaar naar het Oranjehotel. Enkele weken later werd Turksma naar kamp Westerbork overgebracht. Als leerling-verpleegster werd zij daar nachtverpleegster. Dit gaf haar voldoende vrijheid om op 24 november 1942 te ontsnappen. Turksma dook onmiddellijk onder.
Op 8 februari 1943 besloot zij Nederland te verlaten, alleen. Ze stak de grens over, ging naar Turnhout, nam de tram naar Antwerpen en vervolgens de trein naar Parijs en kwam vrijwel moeiteloos door alle controles. In Parijs bleef zij tot 27 maart. Een Franse vrouw bracht haar via Bordeaux naar Langon, waar zij over de demarcatielijn met Vichy-Frankrijk werd gezet. Op 1 april werd Turksma echter gearresteerd in Pau. Ze zat een maand gevangen en werd daarna naar het kamp in Gurs gebracht. Eind mei 1943 lukte het haar dit kamp te ontvluchten. In Lyon kreeg ze nieuwe valse papieren. Ze bracht berichten van Lyon naar Parijs, voor Jean Weidner, een Nederlander die haar naar Zwitserland wilde helpen. Turksma wilde echter naar Engeland. Op 17 september reisde ze naar Mauléon. Een passeur bracht haar door de Pyreneeën. In Isaba werd ze weer gearresteerd. Turksma werd in Pamplona vastgehouden, maar op 14 oktober mocht ze haar reis naar Madrid vervolgen. Op 13 april 1944 kon ze naar Lissabon reizen, van waar ze op 17 april naar Engeland vloog.
In Londen werd ze gastvrouw in Oranjehaven.

## Na de oorlog
Na de oorlog hoorde Turksma dat haar broer Salomon, die als patiënt in Het Apeldoornsche Bosch was opgenomen, in januari 1943 in Auschwitz was omgebracht en haar moeder in juni 1943 in Sobibor.
Turksma werd secretaresse van het Nederlands-Indisch Rubberfonds in Indonesië en was vervolgens secretaresse van de Nederlandse ambassades in Lima, Warschau en Nairobi. Om gezondheidsredenen moest ze haar werk stoppen, waarna ze in Nederland op het departement van Buitenlandse Zaken werkte. Hierna richtte Turksma in 1966 te Baarn een opleiding op voor het zelf maken van haute couture volgens een methode die ze in Peru van een Argentijnse lerares had geleerd. Ze had inmiddels haar oorlogsherinneringen op papier gezet en in 1958 wilde ze die publiceren. Ze vond toen echter geen uitgever en oordeelde zelf in 1966 ook dat het "een heel slecht boek" was. Mede door de aandacht die de Weinreb-affaire vervolgens trok, werd haar manuscript in 1971 toch gepubliceerd onder de titel Vraag me niet waarom ....

## De Weinreb-affaire
Friedrich Weinreb schreef in "Het Land der Blinden" (eind mei 1969), het eerste deel van zijn memoires Collaboratie en Verzet, 1940-1945, dat hij in september 1942 zou zijn verraden door een joods meisje dat Bep Turksma heette. Aanvankelijk werd gedacht dat Turksma was overleden, maar reeds binnen twee weken na de publicatie liet zij in het Nieuw Israëlietisch Weekblad optekenen dat ze nog in leven was en Weinreb nooit had gekend. Zij wist zijn verhaal over aan haar toegedicht "verraad" naar het rijk der fabelen te verwijzen: ze kende hem destijds niet eens. Ze had tijdens de bezetting het land weten te ontvluchten, maar Weinreb had daarbij geen enkele rol gespeeld.
In wat de Weinreb-affaire zou gaan heten, werd Turksma onder anderen gesteund door Willem Frederik Hermans. In een rechtszaak die ze tegen Weinreb en Renate Rubinstein aanspande werd haar eis tot een verbod van verdere verspreiding van het boek afgewezen. In oktober 1976 werd ze echter in het rapport door het Rijksinstituut voor Oorlogsdocumentatie van het onderzoek naar de activiteiten van Weinreb vrijgepleit van alle beschuldigingen.
Turksma woonde, na een periode in Minusio in Zwitserland te hebben gewoond, aan het eind van haar leven in Antwerpen-Berchem, waar ze op 70-jarige leeftijd overleed.